# Nebušice
Nebušice (en allemand : Nebuschitz) est un quartier pragois situé dans le nord-ouest de la capitale tchèque, appartenant à l'arrondissement de Prague 6, d'une superficie de 368,2 hectares. En 2018, la population était de 3 337 habitants.
La ville est devenue une partie de Prague en 1968.